# Nush Bushati
Nush Bushati (ur. 4 czerwca 1896 w Szkodrze, zm. 17 czerwca 1973 w Wiedniu) – albański polityk i prawnik, w latach 1935-1936 minister edukacji w rządzie Mehdiego Frashëriego.

## Życiorys
Pochodził z rodziny katolickiej ze Szkodry, był synem Gaspera i Naraci. Kształcił się w kolegium jezuickim w swoim rodzinnym mieście. Naukę kontynuował w liceum w Grazu, a następnie na Uniwersytecie Wiedeńskim, gdzie ukończył studia prawnicze i obronił pracę doktorską. W czasie studiów działał w organizacji skupiającej młodych Albańczyków mieszkających w stolicy Austrii i był redaktorem naczelnym pisma Djaleria. W 1923 został wybrany do parlamentu jako przedstawiciel ugrupowania opozycyjnego wobec Ahmeda Zogu. W parlamencie pełnił funkcję sekretarza. Uczestniczył w przewrocie dokonanym przez zwolenników Fana Noliego jako jeden z organizatorów zgromadzenia opozycji we Wlorze. Po przejęciu władzy przez F.Noliego w czerwcu 1924 został mianowany konsulem generalnym w Wiedniu. Uczestniczył w rozmowach z sowieckim ambasadorem w Wiedniu dotyczących możliwości uznania ZSRR przez Albanię. W grudniu 1924, po dojściu do władzy A. Zogu został zdymisjonowany. Po dymisji pozostał w Wiedniu, gdzie związał się z antyzogistowskim Komitetem Narodowo-Rewolucyjnym KONARE. 
Skazany na karę śmierci in absentia przez sąd wojskowy w Tiranie w 1930 doczekał się amnestii i mógł powrócić do kraju. Początkowo pracował w teatrze w Innsbrucku jako aktor i reżyser, ale z czasem powrócił do działalności politycznej. W 1932 pełnił funkcję inspektora na dworze królewskim, a od 1933 zasiadał w parlamencie. W październiku 1935 stanął na czele resortu edukacji w rządzie kierowanym przez Mehdiego Frashëriego. W tym czasie kierował jedną z pierwszych organizacji sportowych w Albanii Vllaznia Shqiptare (Albańskie Bractwo). Jako jej przedstawiciel, w czasie Igrzysk Olimpijskich w Berlinie został 10 sierpnia 1936 przyjęty na audiencji przez Adolfa Hitlera.
W czasie włoskiej okupacji Albanii związał się z Albańską Partią Faszystowską i wchodził w skład pro-włoskiej Najwyższej Faszystowskiej Rady Korporacyjnej. W 1944 opuścił kraj i osiedlił się w Wiedniu, gdzie mieszkał do końca życia.
Był żonaty (żona Hansi Zdeborsky była Austriaczką).